# فيليكس بلات
فيليكس بلات (بالألمانية: Felix Platte)‏ (11 فبراير 1996 بهوكستر في ألمانيا - ) هو لاعب كرة قدم ألماني في مركز الهجوم. لعب مع دارمشتات 98 وشالكه 04.

## وصلات خارجية
- فيليكس بلات على موقع الاتحاد الأوربي (الإنجليزية)
- فيليكس بلات على موقع قاعدة بيانات كرة القدم.إي يو (الإنجليزية)
- فيليكس بلات على موقع بيانات كرة القدم. دي إي (الألمانية)
- فيليكس بلات على موقع Soccerbase.com (لاعب) (الإنجليزية)
- فيليكس بلات على موقع Soccerway.com (الإنجليزية)
- فيليكس بلات على موقع عالم كرة القدم.نت (الإنجليزية)
- فيليكس بلات على موقع AS.com (الإسبانية)